# Arcuphantes hastatus
Arcuphantes hastatus là một loài nhện trong họ Linyphiidae.
Loài này thuộc chi Arcuphantes. Arcuphantes hastatus được Hirotsugu Ono & Kendo Saito miêu tả năm 2001.